# قائمة الأسلحة

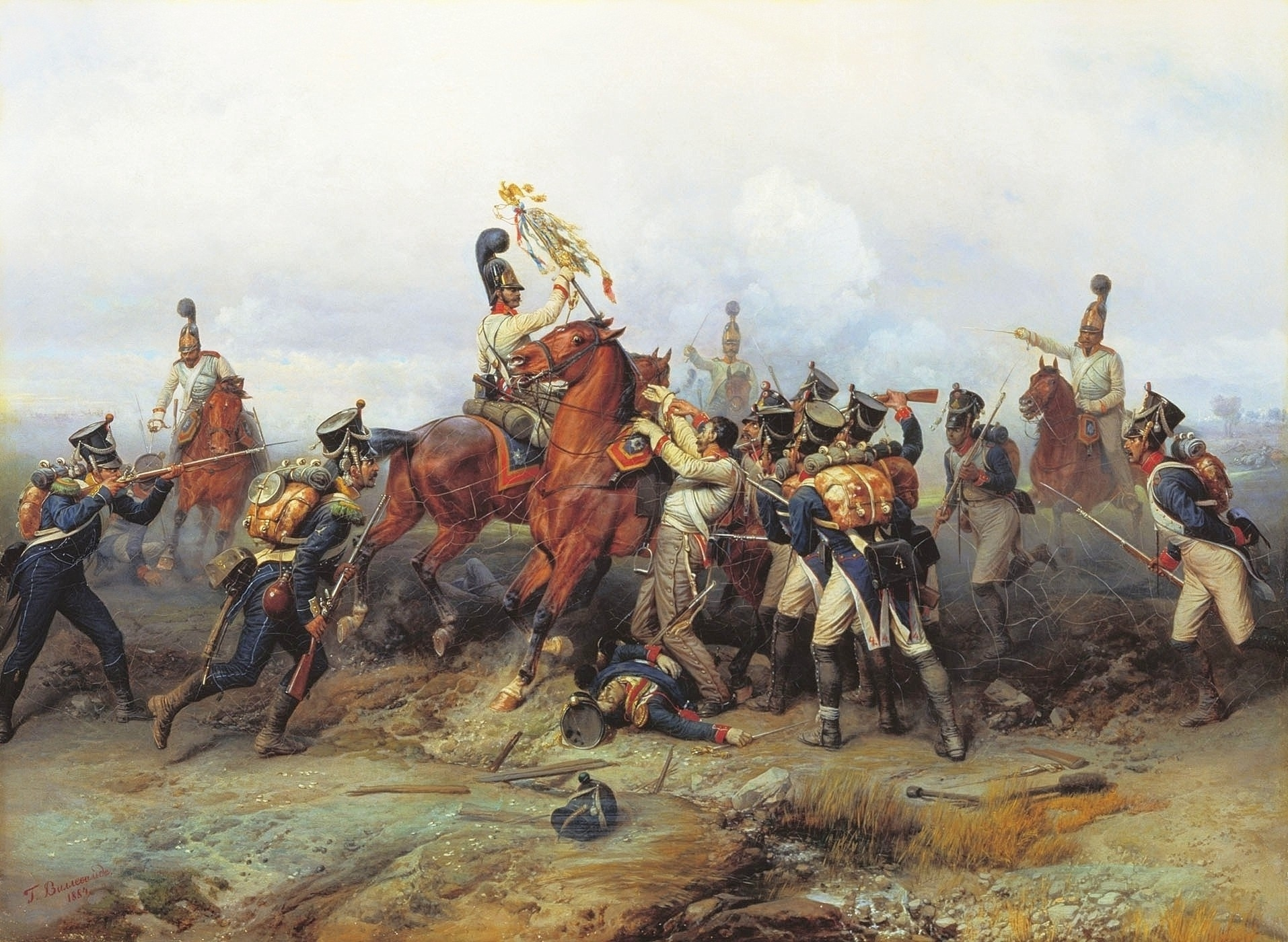
لوحة ويليوالدي - القبض على حرس القيصر

يمكن تصنيفها حسب عصرها أو حسب نوعها

## قائمة الأسلحة حسب العصر
- أسلحة قديمة
- أسلحة العصور الوسطى
- أسلحة العصور الحديثة

## قائمة الأسلحة حسب النوع
- أسلحة جوية
- أسلحة مدفعية
- أسلحة نارية
- متفجرات
- صواريخ
- أسلحة نووية
- أسلحة بيولوجية
- أسلحة كيميائية
- سلاح غير بارودي